# خليل أبو عبيد
خليل أبو عبيد (19 ديسمبر 1980 -) هو مغني وملحن لبناني.

## حياته ونشأته
ولد في زحلة 19 ديسمبر 1980، حائز على شهادات عليا في الموسيقى نذكر منها:-
- شهادة في السولفيج والإملاء بتقدير ممتاز من اللجنة.
- شهادة عليا في الموسيقى العربية.
- شهادة الكتابة الموسيقية (التلحين) والأوبرا.

- ماجستير في الموسيقى الروحية والتربية الموسيقية

- تخصص بعلم النفس والفلسفة بجامعة الروح القدس الكسليك.

- التحق في برنامج الدراسات العليا وحصل على شهادة الماجستير في الفلسفة.

## مسيرته
- شغف خليل تجاه الموسيقى بدأ بسن مبكر، بأخذ صفوف لتعلم العزف على البيانو وهو يبلغ الأربع سنوات.[4]

- كان بالثامنة من عمره فقط في أول أداء علني له ب Christ-Roi زحلة.

- يرأس كذلك قسم الموسيقى في عدد من المدارس والجامعات اللبنانية.
- كما يرأس جوقة قصر المؤتمرات.
- خليل خضع لاكثر من دوره موسيقية بفرنسا.
- رصيده حوالي عشرين حفل موسيقى.
- كان عضو لجنة التحكيم ب ذا فويس احلى صوت (2012)

- فشارك بالعديد من برامج الهواة في العالم العربي منها :

( اكس فاكتور (2007)- ذا مانجير (2008)
- ستار أكاديمي ( 2009 - 2014 ).

## أعماله
خليل في رصيده البوم واحد يحمل اسم (ايسار) ويتضمن مقطوعة واحده، وهو عمل اوركسترالي كبير هو حوار ما بين اوركسترا شرقية واوركسترا غربية، صورت بمونتينيغرو، وقام بالإخراج الكرواتي بوريس مالكوفيتش.
ألبوم بعدن

## وصلات خارجية
- خليل أبو عبيد على موقع ميوزك برينز (الإنجليزية)